# Capitulación alemana de mayo de 1945
Las actas de capitulación alemanas dieron fin a la Segunda Guerra Mundial en Europa. El texto fue firmado el 8 de mayo de 1945 en Karlshorst, Berlín por representantes de las tres fuerzas armadas del Oberkommando der Wehrmacht (OKW), las Fuerzas Aliadas siendo los altos cargos supremos soviético, estadounidense y francés, observadores de la firma.
En conmemoración, este día es conocido como el Día de la Victoria en Europa, salvo en las demás repúblicas ex-soviéticas donde se celebra cada 9 de mayo por razones horarias (eran más de las 00:00h en Moscú en el momento de la capitulación oficial).
El día anterior hubo otro documento firmado en Reims. Este acontecimiento tuvo lugar en el Collège Moderne et Technique de dicha ciudad francesa.

## Texto de rendición
Las tres fuerzas Aliadas y la Comisión de Asesoría Europea (EAC) propusieron en el documento con fecha del 3 de enero de 1944 que:

La capitulación de Alemania debe estar incluida en un único documento de rendición incondicional.

Más adelante, el comité sugirió que el texto fuera firmado por representantes del Alto Mando alemán bajo el pretexto de evitar el victimismo alemán que estos últimos fomentaron tras la firma del armisticio en la I Guerra Mundial la cual fue firmada por representantes del gobierno civil alemán.
No obstante, no todos coincidieron con las predicciones del Comité de Seguridad respecto al fin del conflicto. El embajador británico William Strang declaró como representante del Reino Unido:

Es imposible predecir bajo qué circunstancias podrían cesar las hostilidades con Alemania. No podemos detallar qué modo de proceder sería el más adecuado; cualquiera, por ejemplo: sería mejor tener un armisticio completo y detallado, o uno resumido en el que se confiera poderes generales a cambio de la capitulación de los mandos enemigos locales.

Los términos de la rendición fueron discutidos por primera vez el 14 de enero de 1944. El 28 de julio las tres partes acordaron el texto definitivo.
El texto fue redactado en tres partes siendo la primera un breve preámbulo en el que el Gobierno alemán y el Alto Mando reconocen la derrota de sus fuerzas militares y por ende la rendición incondicional.
El acta estuvo dividido en catorce artículos. La segunda parte abarcaba desde el I hasta el V. Estos estaban relacionados con la rendición militar, la entrega de armamento y la retirada alemana de los territorios ocupados volviendo a las fronteras vigentes el 31 de diciembre de 1937. También estuvo incluido la liberación de los prisioneros de guerra. La tercera parte comprendía los artículos del VI al XII. Los puntos trataban la entrega del gobierno a los Kommandatura Aliada, la repatriación de los presos y esclavos de los campos de concentración nazis, el cese de las emisiones radiofónicas, cierre de los servicios de inteligencia alemanes, la no destrucción del arsenal militar e infraestructuras, trabajar en el proceso judicial por crímenes de guerra contra las máximas autoridades nazis y dar poder a los representantes aliados para sancionar órdenes y normativas (en temas políticos, administrativos, económicos, financieros, militares y otros). Los artículos XIII y XIV especifican la fecha de la capitulación germana y los idiomas en los que aparecen escrito los documentos.
En la Conferencia de Yalta celebrada en febrero de 1945 se acordó que las cuatro potencias Aliadas se repartieran Alemania. Fue añadida por separado una cláusula adicional en la que daba luz verde a cada sector para organizar el desarme, desmilitar y fraccionar el país como lo crean pertinente para garantizar la seguridad. El representante francés por su parte no tomó partido del acuerdo respecto a la cláusula adicional. A finales de marzo, el Gobierno británico vaciló sobre la posibilidad de que Alemania podía haberse rearmado, y que de ser así las autoridades civiles alemanas podrían firmar el acuerdo o bien hacer un inventario de sus provisiones. Antes de firmar, propusieron reescribir el acuerdo como una declaración unilateral en la que Alemania aceptaba la derrota y la consecuente disolución del III Reich.
En agosto de 1944, los Comandantes en Jefe de las potencias Aliadas occidentales acordaron los términos de las rendiciones a nivel local que concluirían con la capitulación definitiva sin ninguna concesión al Estado alemán.
Por su parte los alemanes firmaron en Reims y Berlín un documento resumido y redactado previamente en Caserta, Italia. Los cambios provocaron ciertas polémicas, aunque se pudo reflejar preocupación en cuanto al acuerdo por parte de los alemanes a la hora de firmar el texto completo.

## Contexto
Adolf Hitler se suicidó en su búnker de Berlín el 30 de abril de 1945. Tiempo atrás nombró en su testamento al Almirante Karl Dönitz como Presidente del Reich para que constituyese un gabinete provisional, sin embargo la capital alemana cayó dos días después de la muerte de Hitler, capitulando los sobrevivientes de la guarnición germana el día 2 de mayo. La situación militar del Reich ya era muy crítica: el 25 de abril soldados soviéticos y estadounidenses se encontraron en Torgau, cortando en sectores norte y sur a la Alemania aún bajo control nazi; siendo que los avances de anglosajones y soviéticos reducían cada día el área bajo control germano, sin que las fuerzas alemanas -muy mermadas en efectivos, combustible y armamento- pudieran detener los ataques enemigos, y menos aún plantearse una contraofensiva. 
De hecho, en el momento del fallecimiento de Hitler, la Wehrmacht controlaba firmemente los puertos atlánticos franceses de La Rochelle, Saint-Nazaire, Lorient, Dunkerque con poderosas fortificaciones, pero se trataba de baluartes muy aislados entre sí, sujetos a un estricto cerco enemigo y que apenas se contactaban por submarino con el resto de zonas bajo control alemán. 
Las tropas germanas controlaban también numerosos territorios, pero no eran zonas muy extensas, además tales regiones estaban aisladas entre sí, y bajo ataque directo enemigo: las islas del Canal, el oeste de Creta, la isla de Rodas, las islas del Dodecaneso, Holanda occidental, Croacia septentrional, la Eslovenia central, zonas alpinas de la Italia septentrional, toda la región alpina de Austria, el centro de Bohemia y Moravia, la península de Curlandia y la península de Hel. También controlaban el sur de Noruega y toda Dinamarca, siendo éste el mayor territorio contiguo bajo control alemán al día de la muerte de Hitler.
En la propia Alemania, la Wehrmacht apenas controlaba la zona costera del Mar del Norte alrededor de Lubeck y Hamburgo, la frontera danesa, franjas aisladas de las costas bálticas de Mecklenburg y Pomerania, la ciudad de Breslavia (que soportaba un cerco por el Ejército Rojo hacía semanas) y algunas zonas rurales de Baviera en torno a Berchtesgaden.
A pesar de la mala situación militar alemana, Dönitz logró formar un "Gobierno encargado de los asuntos del Reich", en la localidad de Flensburgo muy cerca a la frontera con Dinamarca, esperando ser reconocido como nuevo "gobierno de Alemania" y en esa capacidad pactar un cese al fuego con los Aliados occidentales a semejanza de lo ocurrido en 1918. El 2 de mayo se unió a dicho "gobierno" el Oberkommando der Wehrmacht bajo las órdenes del general Wilhelm Keitel, quien fuera reubicado con anterioridad en Krampnitz y posteriormente en Rheinsberg durante la Batalla de Berlín. 
Desde Flensburgo el almirante Dönitz trató de negociar los términos de una rendición oficial de Alemania para evitar la capitulación incondicional; una especial preocupación de Dönitz era asegurar que la mayor cantidad posible de tropas y civiles alemanes pudieran huir hacia el oeste para que en caso de rendición fueran capturados por los Aliados occidentales y no por los soviéticos, aunque tal plan se reveló muy difícil para miles de soldados germanos que aún se hallaban en el Protectorado de Bohemia y Moravia y en Curlandia, cercados por el Ejército Rojo y muy lejos de las zonas bajo control anglosajón.
Iniciadas el 4 de mayo las tratativas con los aliados occidentales, que tenían su cuartel general en la ciudad francesa de Reims, el régimen de Dönitz pronto halló que los Aliados occidentales solamente aceptarían una rendición incondicional y simultánea de todas las fuerzas bajo control alemán en todos los frentes de combate, y que el mismo general Eisenhower -jefe máximo de las tropas aliadas- podía negarse a recibir la rendición de soldados alemanes y dejarlos en "tierra de nadie" a merced de las tropas soviéticas si los emisarios de Dönitz no aceptaban la capitulación sin condiciones. Ante ello, el 5 de mayo Dönitz autorizó a que los generales Keitel y Jodl aceptaran la capitulación sin condiciones exigida por Eisenhower.

## Capitulación parcial en Occidente

### Italia y oeste de Austria
Incluso días antes de la muerte de Hitler, varios mandos militares alemanes destinados en Italia estuvieron negociando en secreto una rendición parcial en Caserta ante los Aliados y los partisanos italianos, esperando al menos que se les permita evacuar hacia Austria. La firma tuvo lugar el 29 de abril, cuando las tropas aliadas o los partisanos ya controlaban casi todas las grandes ciudades del norte de Italia a excepción de Venecia, pero entró en vigor el 2 de mayo. El tratado contó con la oposición inicial del Mariscal de Campo Albert Kesselring, aunque finalmente éste accedió a la firma tras saberse la muerte del Führer. Dentro de la "rendición de Caserta" quedaban incluidas las tropas italianas aún leales al fascismo, pero británicos y estadounidenses precisaron que solamente aceptaban la rendición militar de las fuerzas del Eje mas no la "capitulación política" de la República Social Italiana que nunca habían reconocido; con ello los aliados dejaban a las tropas fascistas a merced de las autoridades antifascistas italianas.

### Noroeste de Alemania, Schleswig Holstein, Holanda y Dinamarca
El 4 de mayo las tropas germanas siguieron combatiendo a las fuerzas británicas y canadienses por orden de Dönitz hasta el día siguiente, cuando firmaron el acta de rendición sin condiciones en el brezal de Luneburgo.

### Baviera y sureste de Alemania
La firma tuvo lugar el 5 de mayo en Haar, Baviera por parte del Grupo de Ejércitos G y entró en vigor el 6 de mayo.
El ímpetu por la capitulación de Caserta se hizo patente en el seno del mando militar local. Con Dönitz al frente del Gobierno, se buscó un acuerdo de capitulación en la zona occidental y traer a otros grupos del frente oriental y evitar que fueran prisioneros de guerra de los soviéticos y yugoslavos. La condición era: entregarse a los mandos británicos y norteamericanos. Dönitz esperaba que soldados al igual que la población civil fueran evacuados por mar desde Hela y el litoral báltico. Junto a Keitel acordó no aceptar orden alguna de entregarse a los soviéticos.
Tras la firma, el principal foco de resistencia alemán se encontraba en el este de Austria y Moravia occidental donde las unidades de Ostmark combatían al Ejército Rojo y el Grupo de Ejércitos E en Croacia frente a los yugoslavos. El resto permanecía en Bohemia oriental y Moravia. En la península escandinava se encontraban 400.000 hombres mandados por Franz Böhme, el cual se puso en contacto con el ministro para acordar la rendición en Suecia.

## Ceremonias de capitulación

### En Reims

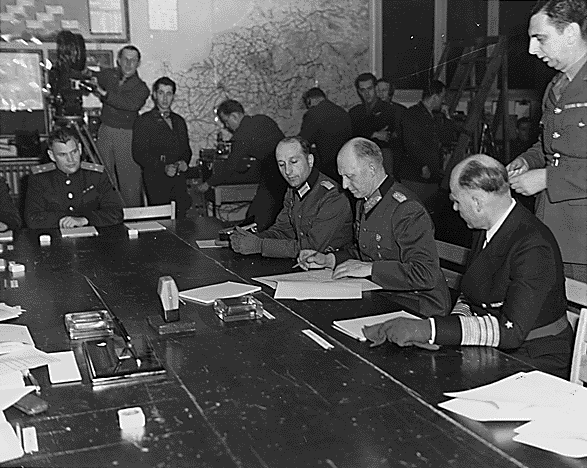
El Coronel General Alfred Jodl en la firma de documentos de Reims.

El Almirante Hans-Georg von Friedeburg informó a Dönitz que Eisenhower (entonces militar) exigía la "rendición inmediata, simultánea e incondicional de todos los frentes." El General Jodl fue enviado a Reims para persuadir al representante estadounidense, el cual anunció que, al no haber rendición, retomaría la ofensiva contra posiciones alemanas. Finalmente Dönitz autorizó a Jodl a que firmase la orden con 48 horas de margen para avisar a las demás unidades militares germanas.
En consecuencia la firma tuvo lugar el 7 de mayo a las 02:41 (CET). El acontecimiento tuvo lugar en el Collège Moderne et Technique de Reims, el cual hizo de cuartel general de las Fuerzas Aéreas Expedicionarias (SHAEF).

### En Berlín

Wilhelm Keitel firma la capitulación ante la URSS en Karlshorst (Berlín).

Seis horas después de la firma en Reims, el alto mando soviético criticó el acuerdo de "inaceptable", puesto que el texto difería del acordado por la EAC y porque el general Iván Suslopárov no estuvo presente en la ceremonia. Sin embargo, tales objeciones fueron pretextos para reflejar el liderazgo soviético en la victoria frente a los alemanes. Además, los soviéticos señalaron que para que el pacto fuere válido, los alemanes debían cesar el fuego y entregarse como prisioneros. Eisenhower admitió que el tratado firmado debería haberse considerado como "un acta resumida de rendición militar sin condiciones" e hizo un llamamiento a los alemanes para una "firma de formalidad".
No obstante continuaron los combates en Praga mientras continuaba la evacuación vía marítima de alemanes en el Báltico. Por otro lado, ni alemanes ni soviéticos respetaron el alto el fuego, tras el acta de Reims los mandos alemanes siguieron con la evacuación de tropas y civiles hacia el oeste y las fuerzas soviéticas siguieron atacando los reductos germanos.
El 8 de mayo Eisenhower se dirigió a Berlín y se reunió con la delegación Aliada. A la medianoche del mismo día se firmó el tratado definitivo en la sede de la Administración Soviética en Karlshorst.

## Respecto a la caída del III Reich
Aunque la firma de rendición estuvo avalada por Dönitz, el "Gobierno de Flensburgo" no fue reconocido por los Gobiernos Aliados, y se desvaneció el plan de Dönitz para que siquiera subsista alguna especie de "autoridad política" alemana tras la capitulación. La URSS, los EE. UU. y el Reino Unido insistieron en que la única autoridad política y militar efectiva sobre Alemania correspondía al Consejo Militar Aliado, rehusando reconocer cualquier tipo de "gobierno" alemán. Así, el 23 de mayo de 1945, quedó abolido el Gobierno de Flensburgo y sus miembros fueron detenidos como prisioneros de guerra.

### Relaciones diplomáticas y embajadas
A lo largo de 1944 y 1945 las naciones que se mantuvieron neutrales y otras naciones aliadas de los alemanes se pasaron a las potencias Aliadas y declararon la guerra a Alemania. Las embajadas en aquellos países echaron el cierre. No obstante y en cumplimiento con las Convenciones de Ginebra, aún mantuvieron actividades diplomáticas en estados como Suiza o Suecia. El Departamento de Estado de los Estados Unidos se preparó para las consecuencias diplomáticas que podría suponer la postguerra que vendría acompañada con el futuro texto de rendición.
A finales de abril de 1945, dicho Departamento notificó a los protectorados y las demás naciones neutrales que en el documento de capitulación estaría la partición de Alemania en cuatro sectores (uno por Aliado). Los Aliados debían informar al equipo diplomático alemán de que se les exigiría la disolución de los protectorados y la transferencia de sus documentos.

### Declaración de Berlín
Con todo, el documento de capitulación fue firmado por los representantes militares alemanes y las provisiones civiles al completo permanecieron sin presentar una base formal explícita. En consecuencia, el EAC reescribió el borrador como declaración y preámbulo adoptado de manera unilateral por las potencias Aliadas. Al no reconocer el gobierno de Karl Dönitz, las cuatro potencias asumieron el control del país. Todas las potencias estuvieron conformes salvo Iósif Stalin (por la Unión Soviética), el cual cambió de parecer en su apoyo al acuerdo de partición.